# 423 a.C.

## Eventos
- Amínias, arconte de Atenas.[1]
- Quinto Fábio Vibulano Ambusto e Caio Semprônio Atratino, cônsules romanos.

### Guerra do Peloponeso
- A população de Escione, desprezando os atenienses após a derrota destes em Délio, entrega a cidade a Brásidas, comandante das forças lacedemônias na Trácia.[1]
- Em Lesbos, os exilados de Mitilene, que havia sido capturada pelos atenienses, fizeram uma base em Antandro de onde atacaram Mitilene;[2] contra eles foram enviados os generais atenienses Aristides e Símaco, que capturaram Antandro, mataram alguns exilados, expulsaram outros, e colocaram uma guarnição na cidade.[3]
- Atenienses e espartanos concordam em uma trégua de um ano,[4] mas os dois lados não aceitam ceder Escione, e a guerra é renovada.[5]
- Atenas envia 50 trirremes comandadas por Nícias e Nicóstrato para capturar Escione;[6] a cidade é sitiada, mas resiste ao ataque.[7]

### Península itálica
- Os samnitas conquistam a cidade etrusca de Volturno, posteriormente chamada de Cápua. Os samnitas haviam se estabelecido na cidade após os etruscos, enfraquecidos por uma longa guerra, terem permitido a divisão da terra entre os dois povos, mas durante um festival, em que os antigos habitantes estavam cansados pelo vinho e pelo sono, os novos habitantes os atacaram durante a noite e os massacraram.
- Batalha entre os romanos, liderados pelo cônsul Semprônio, e os volscos.
- Julgamento dos comandantes da segunda guerra de Veios:
  - Marco Postúmio Albo Regilense, que tinha os poderes de tribuno consular, é multado em 10 000 asses.
  - Tito Quíncio Peno Cincinato, que tinha vencido os volscos, e culpara seu colega pelo desastre, é absolvido.

### Ásia
- De acordo com James Ussher, foi neste ano que Oco foi coroado rei dos reis da Pérsia, com o nome Dario II. Seguindo conselho de sua irmã e esposa Parisátide, ele chamou seu meio-irmão Soguediano para uma conciliação, e o assassinou jogando-o em uma pilha de cinzas.[8][Nota 1]

## Mortes
- Soguediano[8][Nota 2]